# رزی استیونسن-گودنایت

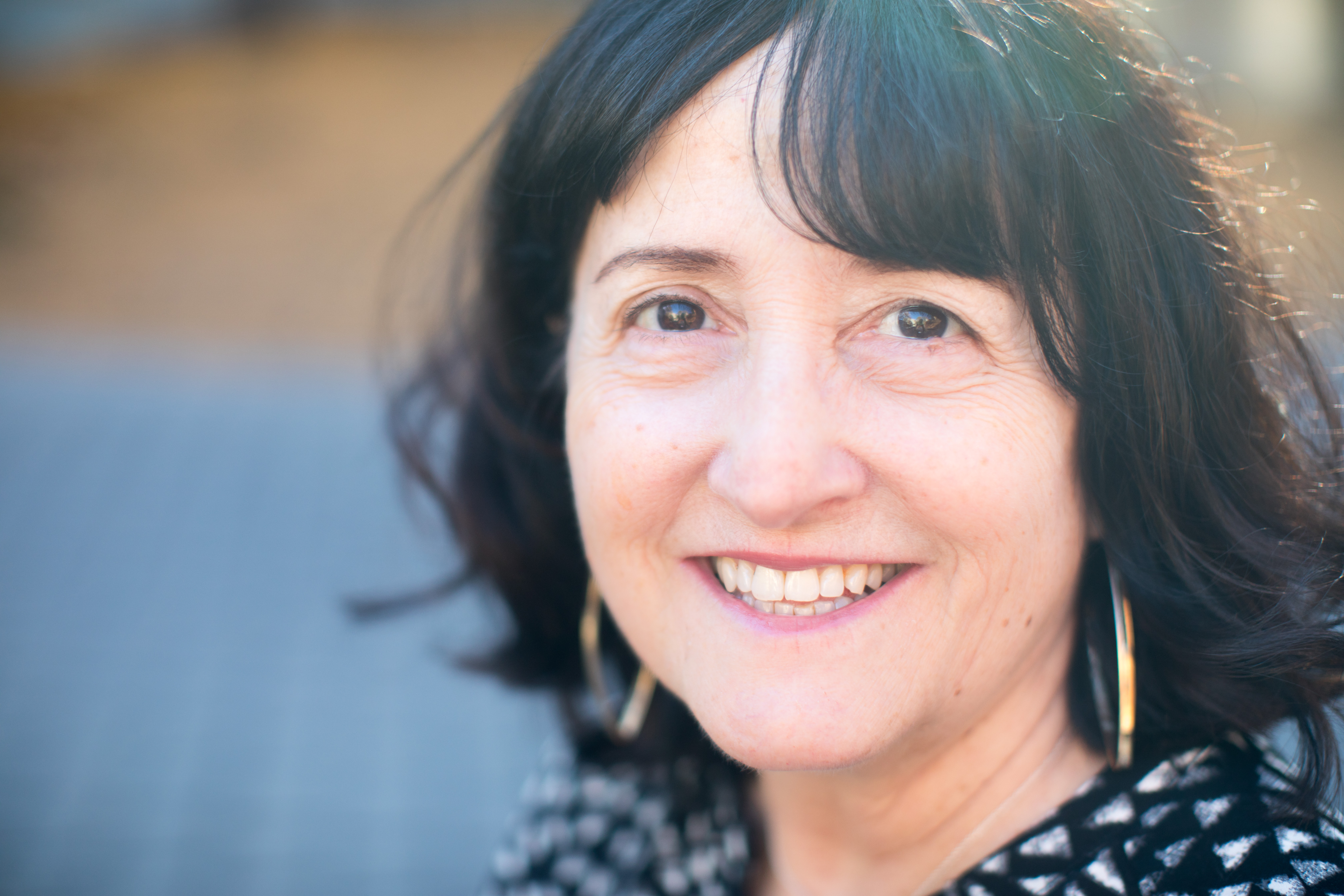
رزی استفنسون-گود نایت در ویکی کنفرانس آمریکای شمالی ۲۰۱۹.

رزی استیونسن-گودنایت (به انگلیسی: Rosie Stephenson-Goodknight) (۵ دسامبرِ ۱۹۵۳)، که در ویکی‌پدیا به نامِ Rosiestep شناخته می‌شود، یک ویکی‌پدیانویسِ آمریکایی است که به کوشش برای اصلاحِ تعصب جنسیتی در ویکی‌پدیا شناخته شده است.